# Hit-Boy
Chauncey Hollis (Fontana, 21 de Maio de 1987), mais conhecido pelo nome artístico Hit-Boy, é um produtor musical norte-americano. Ele é conhecido por trabalhar com artistas como Mariah Carey, Kelly Rowland, Kanye West, Jay-Z, Lil Wayne, Eminem, 50 Cent, Mary J Blige, Chris Brown, Jennifer Lopez, Snoop Dogg, e recentemente, Miley Cyrus e Selena Gomez.
Em 2 de Maio de 2011, ele assinou com a editora discográfica G.O.O.D. Music, e produziu o single "Niggas in Paris" (2011) de Kanye West com Jay-Z
Em meados de 2015, por meio de fotos e entrevistas recentes, a atriz e cantora Selena Gomez revelou estar trabalhando com Hit-Boy para seu segundo álbum de estúdio solo, sobre o selo da Interscope Records.